# 采尔布斯特
安哈尔特地区采尔布斯特（德語：Zerbst/Anhalt），通称采尔布斯特（德語：Zerbst，發音：[ˈtsɛʁpst] ⓘ），是德国萨克森-安哈尔特州安哈尔特-比特费尔德县的城市，曾是安哈尔特-采尔布斯特县的县治，面积468.5平方千米，2023年12月31日人口为21,483人。

## 历史
2010年1月1日，易北-埃勒-努特管理共同体解散，其全部21个成员市镇并入采尔布斯特。如今采尔布斯特是德国面积第五大的市镇，仅次于柏林、汉堡、加尔德莱根和默肯。